# 全狀態回授
全狀態回授（Full state feedback）也稱為極點安置（pole placement），是反馈控制系統理論中的一種控制方式，規劃受控體的閉迴路極點在S平面中事先定義的位置上。在規劃控制系統時，會希望可以規劃極點的位置，因為極點位置直接對應系統的特征值，而特征值直接影響系統的反應特性。若要用此方法控制，系統必須有可控制性。在多輸入及多輸出的系統中常用此方式控制，例如主動懸架系統。

## 原理
若系統的開迴路特性可以用狀態方程式來表示
{\displaystyle {\dot {\underline {x}}}=\mathbf {A} {\underline {x}}+\mathbf {B} {\underline {u}},}
而其輸出方程式為
{\displaystyle {\underline {y}}=\mathbf {C} {\underline {x}}+\mathbf {D} {\underline {u}},}
則系統轉移函數的極點也就是以下特徵方程的根
{\displaystyle \left|s{\textbf {I}}-{\textbf {A}}\right|=0.}

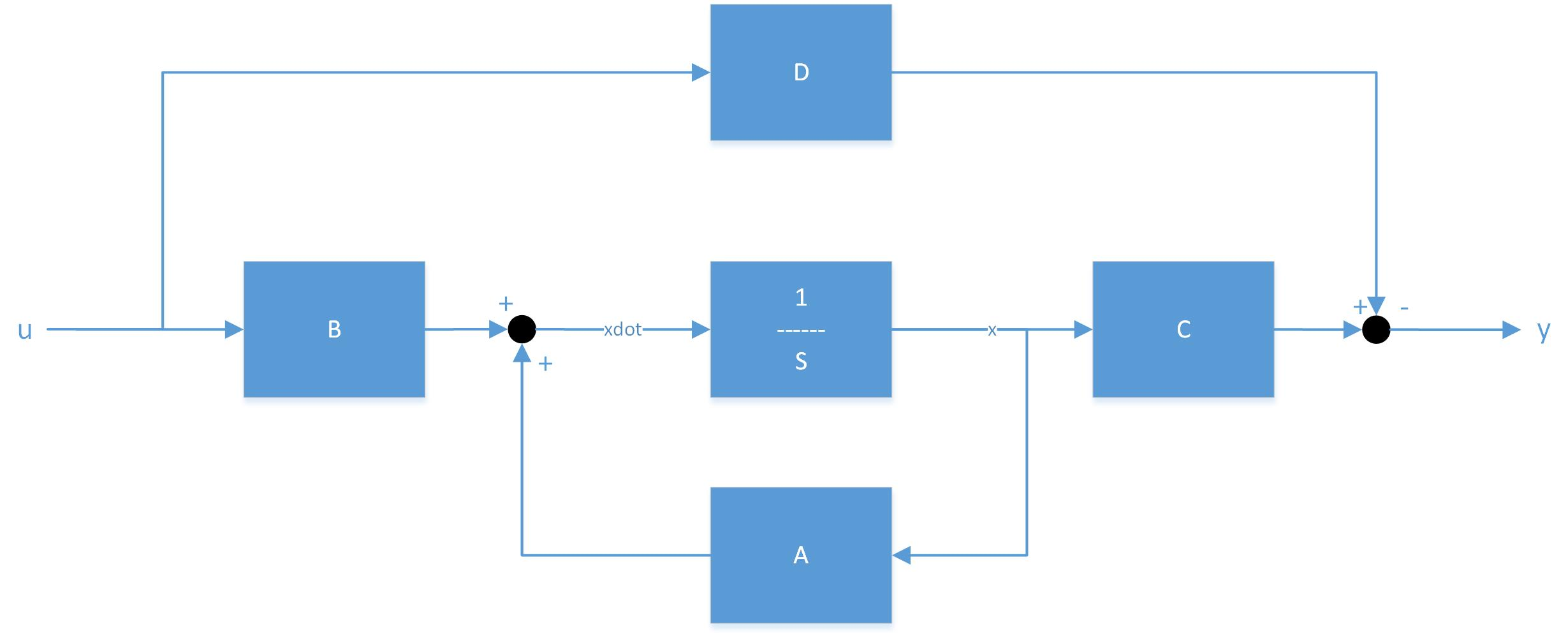
開迴路的系統

全狀態回授是利用輸入向量{\displaystyle {\underline {u}}}來達成。考慮一輸入可以表示為一矩陣和狀態向量的乘積，
{\displaystyle {\underline {u}}=-\mathbf {K} {\underline {x}}}.
將輸入向量替換到原來的狀態方程：
{\displaystyle {\dot {\underline {x}}}=(\mathbf {A} -\mathbf {B} \mathbf {K} ){\underline {x}};}
{\displaystyle {\underline {y}}=(\mathbf {C} -\mathbf {D} \mathbf {K} ){\underline {x}}.}

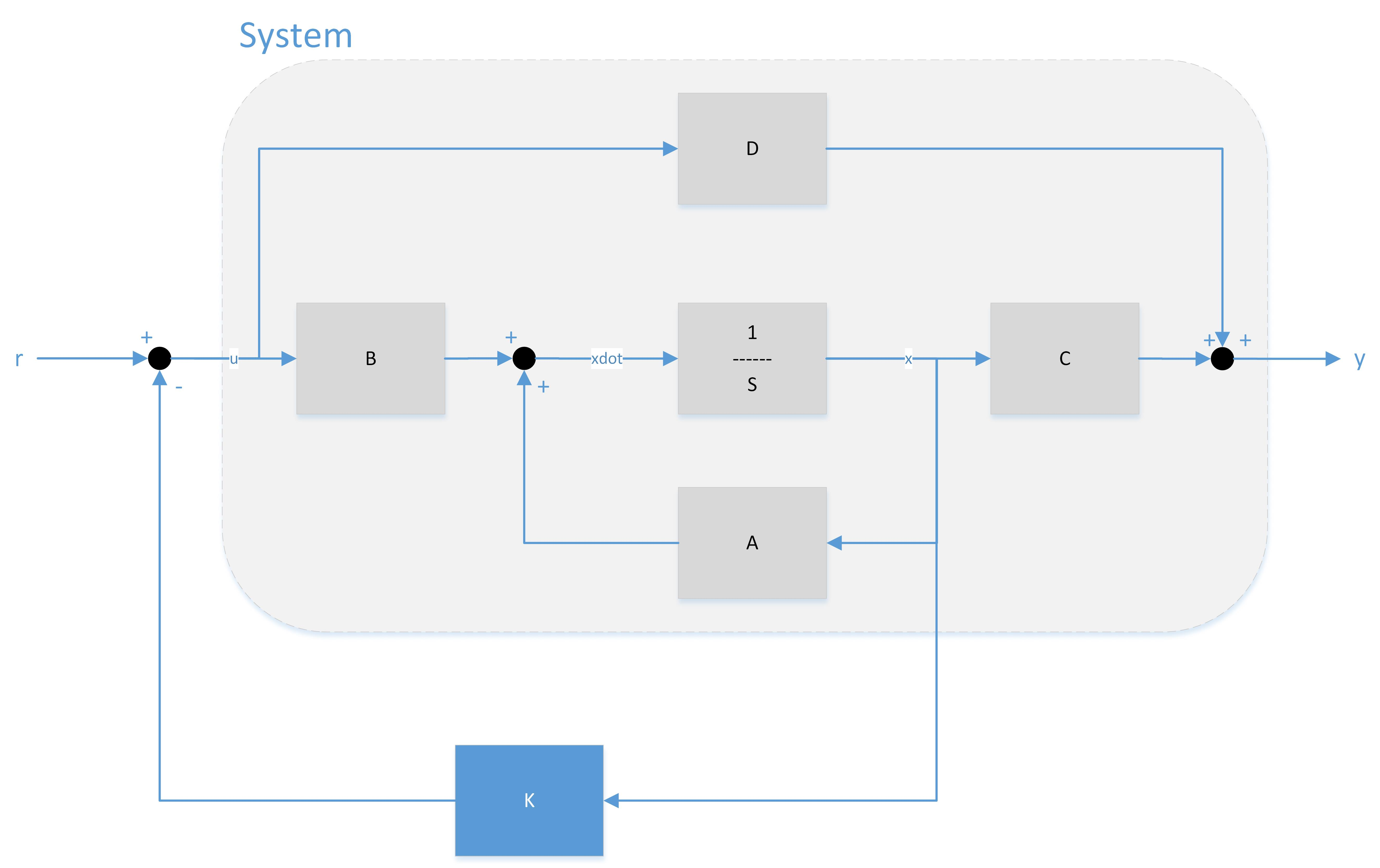
有狀態回授的系統（閉迴路）

全狀態回授系統的極點是矩陣{\textstyle A-BK}特徵方程的根，{\displaystyle \det \left[s{\textbf {I}}-\left({\textbf {A}}-{\textbf {B}}{\textbf {K}}\right)\right]=0}。比較方程式的項以及理想特徵方程的係數，可以得到回授矩陣{\displaystyle {\textbf {K}}}的值，也就是讓閉迴路特徵值在理想特徵方程極點上的對應矩陣。

## 全狀態回授的例子
考慮狀態方程如下的控制系統
{\displaystyle {\dot {\underline {x}}}={\begin{bmatrix}0&1\\-2&-3\end{bmatrix}}{\underline {x}}+{\begin{bmatrix}0\\1\end{bmatrix}}{\underline {u}}}
控制前的系統其閉迴路極點在{\displaystyle s=-1}及{\displaystyle s=-2}。假設為了響應的考量，需讓閉迴路極點在{\displaystyle s=-1}及{\displaystyle s=-5}。理想特徵方程為{\displaystyle s^{2}+6s+5=0}。
依上述步驟，可得{\displaystyle \mathbf {K} ={\begin{bmatrix}k_{1}&k_{2}\end{bmatrix}}}，而全狀態回授的系統特徵方程為
{\displaystyle \left|s\mathbf {I} -\left(\mathbf {A} -\mathbf {B} \mathbf {K} \right)\right|=\det {\begin{bmatrix}s&-1\\2+k_{1}&s+3+k_{2}\end{bmatrix}}=s^{2}+(3+k_{2})s+(2+k_{1})}.
讓此特徵方程等於理想特徵方程，因此可得
{\displaystyle \mathbf {K} ={\begin{bmatrix}3&3\end{bmatrix}}}.
因此，{\displaystyle {\underline {u}}=-\mathbf {K} {\underline {x}}}可以使閉迴路極點在理想位置上，讓響應也是理想值。
此作法只在單一輸入的系統有效。多重輸入的系統也會有K矩陣，但不唯一。因此不一定可以很快找到最佳的K值。此情形比較適合使用LQR控制器。

## 外部連結
- Mathematica function to compute the state feedback gains（页面存档备份，存于）
- Design and Analysis of Full-state Feedback Controller for a Tractor Active Suspension（页面存档备份，存于）